# 1755年6月8日の海戦
1755年6月8日の海戦（－のかいせん、英 Battle of 8 June 1755）は、フランスとイギリスの間で行われた、フレンチ・インディアン戦争初期の海戦である。イギリスがフランスの軍艦、アルシドとリスを、セントローレンス湾で拿捕した。

## 概要

### イギリスの艦隊派遣

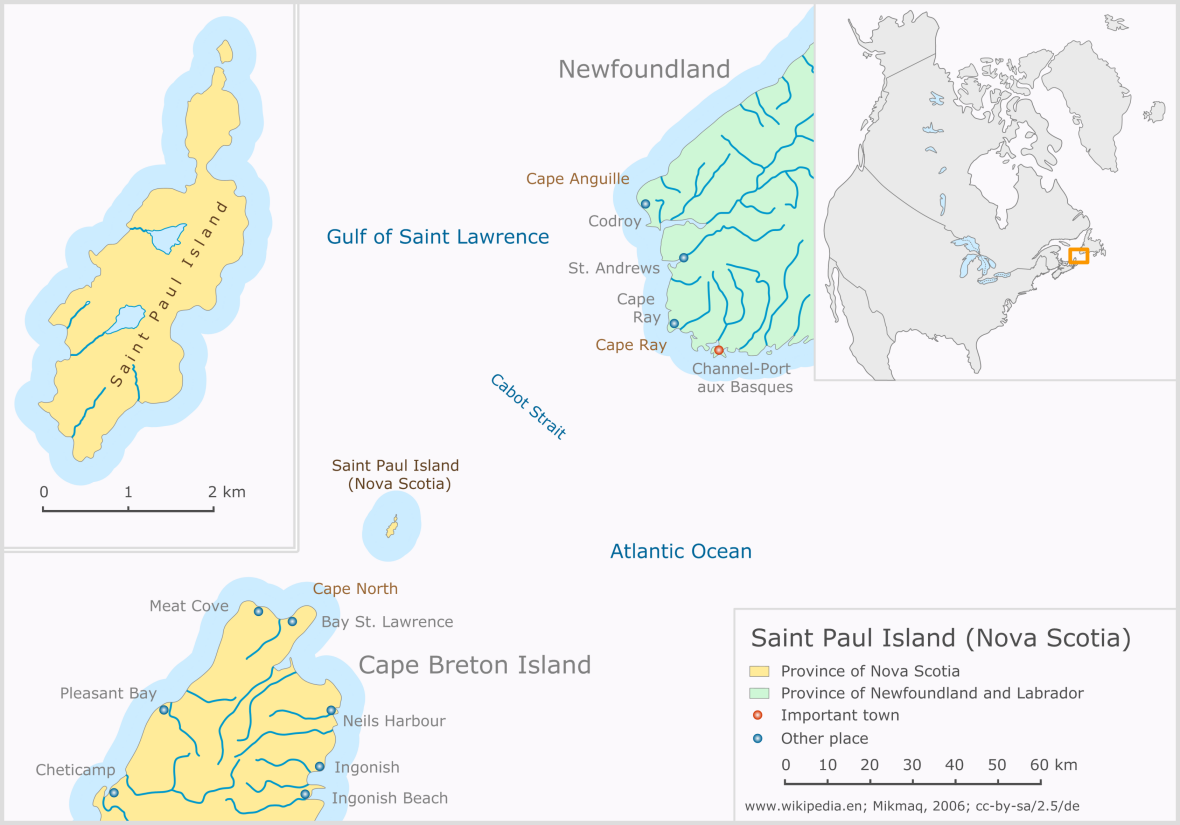
カナダ東岸。右上にニューファンドランド、左下にケープ・ブレトン島が見える

フランスが北アメリカに軍を集結しているという情報をもとに、イギリスは、1755年の4月に艦隊を北アメリカに派遣した。フランスの軍艦への妨害が目的で、具体的には「ノバスコシアに軍を上陸させて、ケープ・ブレトン島（イル・ロワイヤル）に上陸させようとするフランス軍艦、あるいは、セントローレンス川経由でケベックに向かうフランス軍艦を見つけること」であった。
まだ宣戦布告はなされていなかったが、これはかなり敵意をむき出しにした反応だった。イギリス軍艦による罠にフランスを落とし込むのが狙いで、提督エドワード・ボスコーエンがその任務に就いた。14隻から構成される彼の艦隊が出港したのち、海軍本部はこの艦隊を後押しすべく、本隊が出港してから3週間ほどたって、さらに7隻の艦を派遣した。こうして、1755年5月末までには、イギリス艦隊はニューファンドランドの南岸と、ケープ・ブレトン島の北岸の間を航海していた。この時点では、アメリカの海に繰り出した史上最大のイギリス艦隊で、七年戦争を戦ううえで、ヨーロッパのみならず、アメリカでの植民地間戦争にも力を入れるという、のちにウィリアム・ピットによって打ち出される政策の前触れともいうべきものだった。

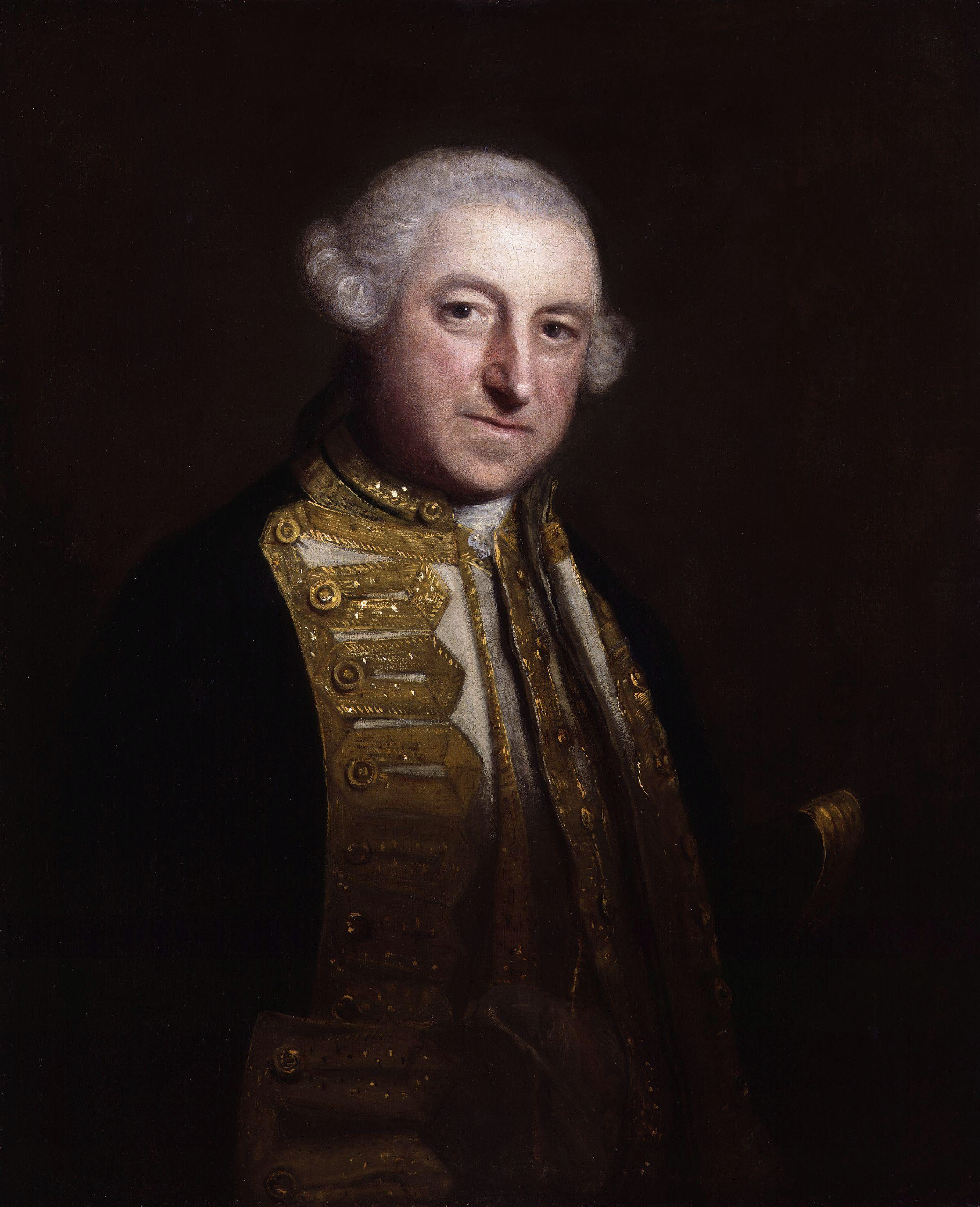
ボスコーエン提督

フランスはかなり遅れて、1755年5月3日にブレスト港を発った。ラ・レーヌ、ブルゴーニュ、ラングドック、ギュイエンヌ、アルトワ、そしてベアルヌ各連隊から総勢3,000人の兵が乗務しており、男爵ジャン・ディスカウ（ジェスコー）に指揮をゆだね、提督デュボワ・ド・ラ・モットは艦隊の責任を請け負った。この艦隊は、北アメリカの植民地への物資の輸送のためのもので、最初の寄港地ルイブールに向けて出港した。

### 拿捕

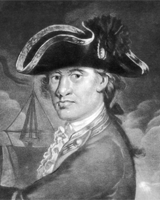
ハウ提督

6月8日、ニューファンドランド沖で、ボスコーエンの小艦隊が、霧のため、艦隊からはぐれた3隻のフランスの軍艦を発見した。64門艦のアルシド、やはり64門艦のリス、そしてドーファン・ロワイヤルの3隻を発見したのは、イギリス艦ダンカーク、デフィアンス、そしてネプチューンだった。
両国の艦隊は、互いの声が聞こえる距離まで近寄った。アルシドのトゥーサン・オカール・ド・ブランクールが尋ねた、「我々は今戦時状態にあるのか、それとも平時なのか？」「聞こえない」と、フランス艦隊に一番近いダンカーク（64門砲、指揮官リチャード・ハウ）から返答があった。その後「静まれ、静まれ」との声がフランス側にあったが、ダンカークは、アルシドから100メートル以内の距離にまで移動した。まだ正式な交戦には入っていなかったが、イギリスの返答は、あたかも交戦状態であるがごときものだった。ボスコーエンは、出会ったフランス艦は攻撃するように、命令を下されていたため、ダンカークの舷から一斉に砲撃が行われた。80人ばかりのフランスの水兵が、この、七年戦争最初の砲撃の犠牲になり、アルシドの舵も失われた。フランス軍は、何とかしてイギリスに応戦しようとするも、既に勝敗は決していた。
アルシドとリスは降伏し、ドーファン・ロワイヤルのみが難を逃れてルイブールにたどり着いた。この血なまぐさい紛争を受けて、英仏両国は戦争に突入したが、正式な宣戦布告がなされたのはそれから1年経ってからだった。